# علیشبا یوسف
علیشبا یوسف (زادهٔ ۱۶ سپتامبر ۱۹۸۵) مانکن اهل پاکستان است.